# Äolstöne
Unter den Äolstönen (auch Aeolstöne) werden diejenigen Töne verstanden, die bei Umströmung eines zylindrischen Körpers entstehen. 
Sie wurden bereits von Athanasius Kircher im Jahr 1650 beschrieben und 1878 von Vincent Strouhal systematisch untersucht. Strouhal fand heraus, dass es eine Abhängigkeit zwischen der Tonhöhe (d. h. der Tonfrequenz {\displaystyle f}) und dem Zylinderdurchmesser {\displaystyle d} sowie seiner Anströmungsgeschwindigkeit {\displaystyle v} gibt:
{\displaystyle f\sim {\frac {v}{d}}}.
Als Proportionalitätskonstante führte Strouhal die Konstante {\displaystyle c} ein: 
{\displaystyle f=c\cdot {\frac {v}{d}}}.
Die Proportionalitätskonstante {\displaystyle c} wird Strouhal zu Ehren später Strouhal-Zahl genannt. Die Strouhal-Zahl ist, wie sich in späteren Untersuchungen herausstellt, nicht konstant, sondern von der Viskosität und der Dichte des Mediums abhängig, welches den Zylinder umströmt. 

## Etymologie
Die Bezeichnung Äolstöne leitet sich, wie bei der Äolsharfe, von Aiolos (lateinisch: Aeolus), dem Beherrscher der Winde in der griechischen Mythologie, her.